# تیم ملی والیبال زنان بنگلادش
تیم ملی والیبال زنان بنگلادش (انگلیسی: Bangladesh women's national volleyball team) تیم ملی والیبال مختص زنان بنگلادشی است که به عنوان نماینده بنگلادش در رقابت‌های رسمی و دوستانه با حریفان به رقابت می‌پردازند.